# فأرة ضوئية

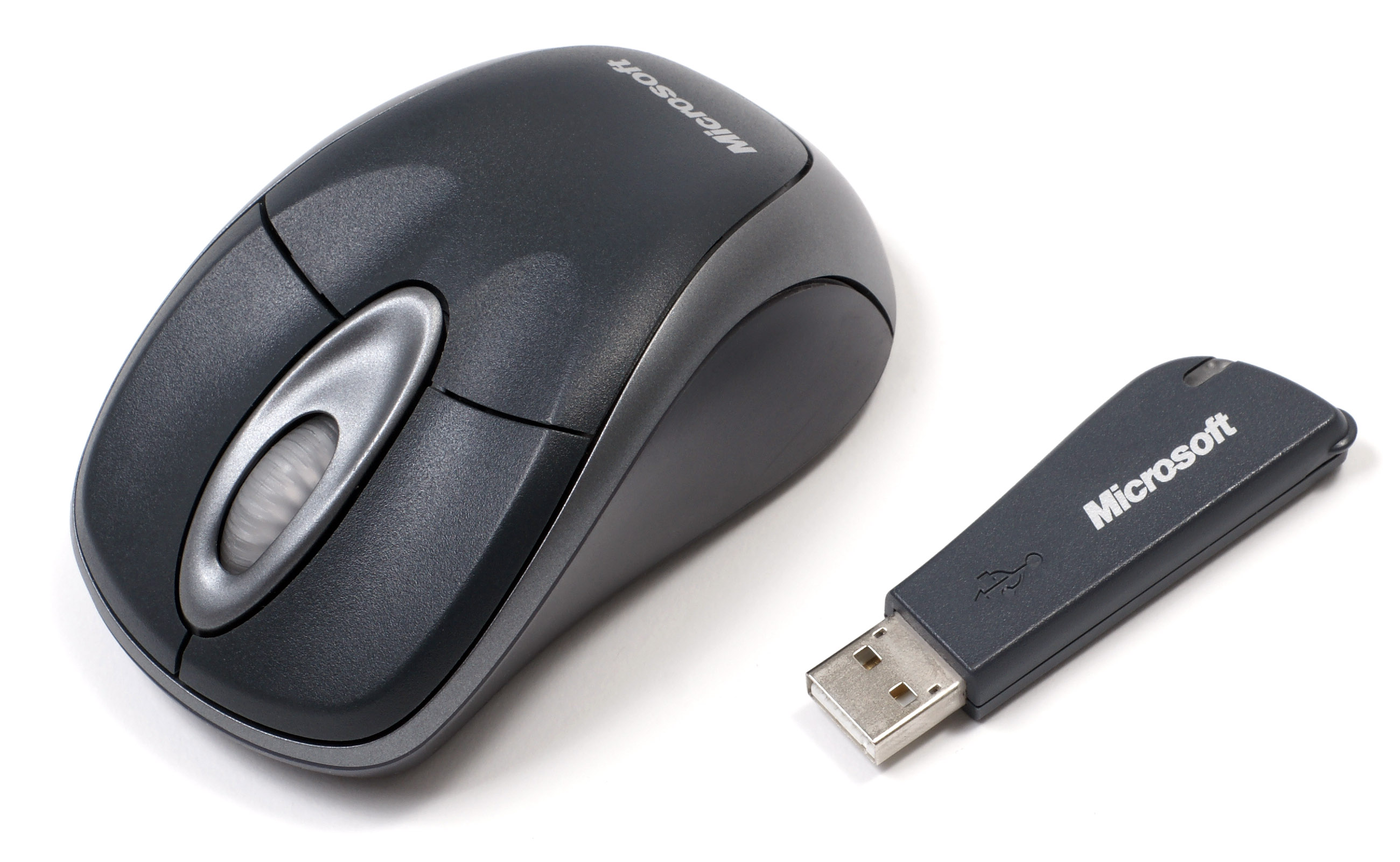
فأرة لاسلكية ضوئية

فأرة ضوئية هي أحد طرفيات الحاسوب ويحتوي على كاميرا تلتقط ما يقارب 15000 صورة
يتم معالجتها عن طريق معالج رقمي متخصص DSP للتحرك إلى الموقع الجديد عن طريق المقارنة بين الصورتين السابقة واللاحقة.